# 化子洞遗址
化子洞遗址位于河北省承德市平泉县，地处燕山腹地，是一处典型的旧石器时代晚期遗址。2013年5月，该遗址被中华人民共和国国务院列入第七批全国重点文物保护单位。